# دبليو 45 (قنبلة نووية)

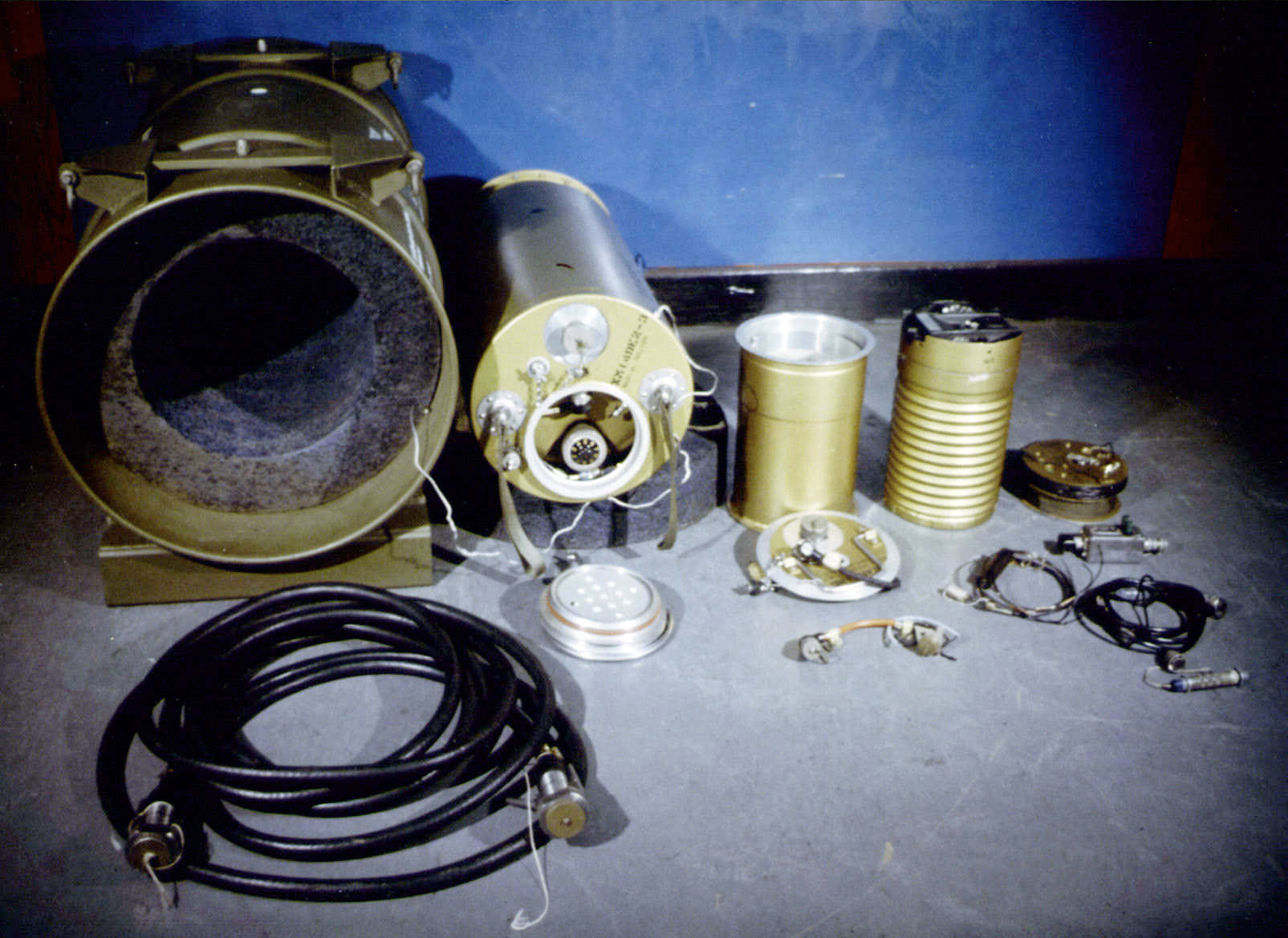
المكونات الداخلية للقنبلة من اليسار إلى اليمين: حاوية التعبئة, دبليو 45 رأس حربي, وحدة فك الترميز, وحدة إطلاق النار

دبليو 45 هو رأس حربي نووي أميركي متعدد الأغراض تم تطويره في أوائل الستينيات وتم إنشائه لأول مرة في عام 1962 وتم تطويره حتى عام 1988. كان قطره 11.5 بوصة (292 ملم) بطول 27 بوصة (686 ملم) ووزن 68 كجم. تم تصميم دبليو 45 في فرع ليفرمور من مختبر الإشعاع بجامعة كاليفورنيا ويسمى الآن مختبر لورانس ليفرمور الوطني.
استخدم دبليو 45 نواة انشطارية مشتركة والتي كانت تستخدم كخيار انشطار أولي في السلاح دبليو 38 النووية و دبليو 47.
تطبيقات الرؤوس الحربية دبليو 45 شملت:
- جون الصغير
- تيرير
- ذخيرة ذرية متوسطة التدمير
- إيه جي إم-12